# Hiza'iti Wedi Cheber
Hiza’iti Wedi Cheber est un réservoir qui se trouve dans le woreda d’Inderta au Tigré en Éthiopie. Le barrage a été construit en 1997 par le Tigray Bureau of Agriculture and Natural Resources.

## Caractéristiques du barrage
- Hauteur: 14,5 mètres
- Longueur de la crête: 598 mètres
- Largeur du déversoir: 30 mètres
- Capacité d’origine : 1 240 000 m3

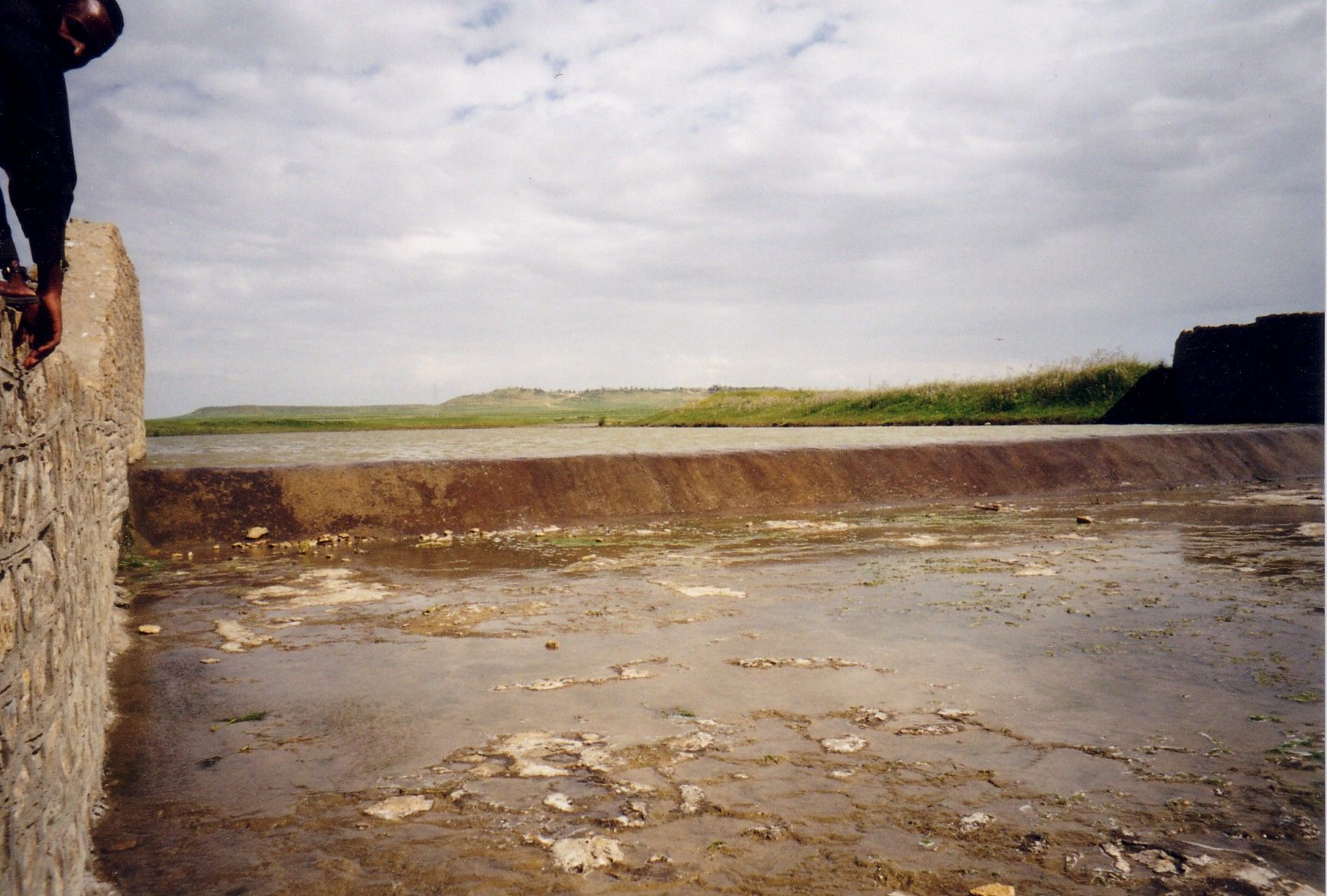
Hiza'iti Wedi Cheber (déversoir)

- Périmètre irrigué planifié: 80 ha
- Aire irriguée réellement en 2002: 50 ha

## Environnement
Le bassin versant du réservoir a une superficie de 33 km2, et une longueur de 6 910 mètres. Le réservoir subit une sédimentation rapide. La lithologie du bassin est composée de Calcaire d’Antalo et Dolérite de Mekelle. Une partie des eaux du réservoir est perdue par percolation; un effet secondaire et positif est que ces eaux contribuent à la recharge des aquifères. De fait, tout le fond de la vallée en aval, jusque Chalacot profite de ces eaux de percolation, qui nourrissent de nombreuses sources, utilisées pour l’irrigation.